# Helike
Helike (Jowisz XLV) – mały księżyc Jowisza, odkryty w 2003 roku przez grupę astronomów z Uniwersytetu Hawajskiego, kierowaną przez Scotta Shepparda.

## Nazwa
Nazwa księżyca pochodzi od mitycznej Helike, jednej z nimf, które wychowywały Zeusa (Jowisza) w jego wczesnym dzieciństwie na Krecie.

## Charakterystyka fizyczna
Helike jest jednym z mniejszych księżyców Jowisza, jego średnicę ocenia się na około 4 km. Średnia gęstość tego ciała to ok. 2,6 g/cm3, składa się ono głównie z krzemianów. Powierzchnia księżyca jest bardzo ciemna – jego albedo wynosi zaledwie 0,04. Z Ziemi można go zaobserwować jako obiekt o jasności wizualnej co najwyżej 22,6 magnitudo.
Helike obiega Jowisza ruchem wstecznym, czyli w kierunku przeciwnym do obrotu planety wokół własnej osi. Satelita należy do grupy Ananke.